# Lasgo
Lasgo – założone w 2000 roku trio, które tworzy dwóch producentów i wokalistka: Peter Luts (znany z projektu Ian Van Dahl) odpowiedzialny jest za dźwięk, Dave McCullen pisze słowa i melodie, Evi Goffin – poprzednia wokalistka – jest najbardziej rozpoznawalną twarzą i głosem projektu. Zespół popularność zdobył wydając single Alone oraz Something.
Ich przeboje zyskały rozgłos w 2001 roku, co zaowocowało wydaniem debiutanckiego albumu Some Things. Kolejne lata przyniosły im nominacje do nagród Danish Dance Award i Dancestar World Music Awards. W roku 2005 wydali następny album. Grupa sprzedała ponad 5 milionów swoich płyt.
Peter Luts potwierdził w radiowej audycji informację, że Evi Goffin nie powróci do zespołu. Evi postanowiła poświęcać więcej czasu rodzinie. Peter również powiedział, że trwa casting na nową wokalistkę. W zorganizowanym wspólnie z belgijską telewizją JIM castingu zwyciężczynią okazała się 18-letnia Jelle van Deal.

## Dyskografia

### Albumy
- 2001: Some Things
- 2005: Far Away
- 2009: Smile

### Single
- 2001: Something
- 2001: Alone
- 2002: Pray
- 2002: Blue
- 2004: Surrender
- 2004: All Night Long
- 2005: Who's That Girl? (feat. Dave Beyer)
- 2005: Yesterday
- 2006: Hold Me Now
- 2006: Lying
- 2008: Out of My Mind
- 2009: Gone
- 2009: Lost
- 2009: Over You
- 2010: Tonight
- 2011: Here With Me
- 2012: Sky High
- 2013: Can't Stop
- 2013: Something 2013 feat. Taylor Jones